# Subway (filme)
Subway (br: Subway; pt: Subterrâneo) é um filme francês de 1985 dirigido por Luc Besson (que também assina o roteiro) e estrelado por Isabelle Adjani, Christopher Lambert (que aparece como Christophe Lambert) e Jean Reno. Venceu o Prêmio César de melhor ator (Christopher Lambert), melhor design de produção e melhor som e foi um grande sucesso de bilheteria ao mesmo tempo em que se tornou cult movie.

## Sinopse
Depois de roubar documentos importantes e comprometedores de um poderoso gangster numa festa, Fred (Christopher Lambert) escapa dos seus homens e refugia-se no mundo subterrâneo dos túneis e estações de metro de Paris. Nessa noite liga à mulher do gangster, Héléna (Isabelle Adjani) para lhe combinar passar os documentos a troco de dinheiro, mas ao encontrar-se com esta na estação de Porte Dauphine, percebe que continua a ser perseguido e foge para dentro dos túneis, por baixo de uma carruagem. Mais tarde, Fred liga a Hélena e diz-lhe que a ama. Hélena apresenta queixa ao chefe da polícia do metro (Michel Galabru) que se ocupa diariamente de lidar com as estranhas personagens que deambulam pelo metro para evitar serem presos, como o Patinador (Jean Hughes Anglade) e o Florista (Richard Bohringer). Enquanto tenta escapar da polícia e dos homens que o perseguem, Fred cruza-se com estas personagens, acabando por se juntar ao Baterista (Jean Reno) e a Enrico (Eric Serra) para formar uma banda. Ao mesmo tempo, Héléna é pressionada pelo marido para recuperar os documentos e acaba por ir ter com Fred e ganhar algum afecto por ele, ao mesmo tempo que aproveita para se soltar um pouco da sua vida de clausura. Fred decide assaltar uma carruagem para conseguir colocar a sua banda a tocar numa estação de metro. Enquanto esta actua, a polícia e os mafiosos encontram Fred. Hélena tenta avisá-lo, mas Fred é baleado. Hélena ajoelha-se junto de Fred, que apesar disso está deitado com um ar feliz e canta juntamente com a banda, que finaliza a sua actuação de forma apoteótica.

## Elenco
- Isabelle Adjani: Héléna
- Christopher Lambert (como Christophe Lambert): Fred
- Richard Bohringer: O Florista
- Michel Galabru: Commissário Gesbert
- Jean-Hugues Anglade: O Patinador
- Jean Bouise: Chefe da Estação
- Jean-Pierre Bacri: Inspetor Batman
- Jean-Claude Lecas: Policial Robin
- Pierre-Ange Le Pogam: Jean
- Jean Reno: O Baterista
- Éric Serra: Enrico

## Prêmios e indicações

### Prêmios
César
- Melhor ator: Christopher Lambert - 1986[1]
- Melhor design de produção: 1986
- Melhor som: 1986

### Indicações
César
- Melhor filme: 1986
- Melhor diretor: Luc Besson - 1986
- Melhor atriz: Isabelle Adjani - 1986
- Melhor música: Éric Serra - 1986
- Melhor ator coadjuvante: Michel Galabru - 1986
- Melhor ator coadjuvante: Jean-Hugues Anglade - 1986
- Melhor ator coadjuvante: Jean-Pierre Bacri - 1986
- Melhor fotografia: 1986
- Melhor montagem: 1986
- Melhor poster: 1986

 BAFTA
- Melhor filme estrangeiro: 1986[2]

 Fantasporto
- Melhor filme: 1987[3]

## Trilha sonora
A trilha sonora foi composta por Éric Serra e é composta das seguintes músicas:
1. Subway            (1'45)
2. Guns & People     (3'53)
3. Burgaly           (2'30)
4. Masquerade        (3'40)
5. Childhood Drama   (2'17)
6. Man Y             (2'30)
7. Congabass         (1'32)
8. Song to Xavier    (2'25)
9. Speedway          (3'38)
10. It's only Mystery (4'32) (interpretada por Arthur Simms)
11. Drumskate         (1'50)
12. Dolphin Dance     (2'30)
13. Racked Animal     (3'00)
14. Pretext           (5'00)
15. Dark Passage II   (1'05)

## Recepção pela crítica
Subway foi bem recebido pela crítica em geral.
- A jornalista estadunidense Janet Maslin, do jornal The New York Times, disse que o filme tem "um estilo visual altamente energético".[4]
- Teve uma porcentagem de 86% no Rotten Tomatoes, baseado em sete críticas.[5]